# Allopauropus viticolus
Allopauropus viticolus är en mångfotingart som först beskrevs av Walter Hüther 1975.  Allopauropus viticolus ingår i släktet småfåfotingar, och familjen fåfotingar. Inga underarter finns listade i Catalogue of Life.